# Les Marches du pouvoir
Pour plus de détails, voir Fiche technique et Distribution.
Les Marches du pouvoir (The Ides of March) est un film américain réalisé par George Clooney et sorti en 2011. C'est l'adaptation de la pièce de théâtre Farragut North de Beau Willimon, elle-même basée sur l'histoire vraie de Howard Dean.
Le film a fait l'ouverture de la Mostra de Venise 2011.

## Synopsis
Stephen Meyers est l'adjoint du directeur de campagne du gouverneur de Pennsylvanie, Mike Morris, candidat à l’investiture démocrate aux élections primaires. Contrairement aux deux directeurs de campagne, Paul Zara pour Morris et Tom Duffy pour son rival (le sénateur de l’Arkansas Ted Pullman), qui sont cyniques et blasés, Stephen est encore idéaliste. Il est persuadé que le candidat pour lequel il travaille, au-delà de son programme politique, possède les vertus qui feront de lui un bon président. La course pour remporter les voix des grands électeurs de l’Ohio s’annonce serrée. Le gouverneur Morris refuse les compromissions, tandis que le camp adverse manœuvre pour rallier Meyers à sa cause… ou pour le discréditer.
D’autre part, ce dernier commence une liaison amoureuse avec Molly Stearns, stagiaire au bureau de campagne et fille du président du Democratic National Committee.

## Fiche technique
- Titre français : Les Marches du pouvoir
- Titre original : The Ides of March  («Les ides de mars» en français)
- Réalisation : George Clooney
- Scénario : Grant Heslov, George Clooney et Beau Willimon, d'après la pièce de théâtre Farragut North (2008) de Beau Willimon
- Musique : Alexandre Desplat
- Montage : Stephen Mirrione
- Photographie : Phedon Papamichael
- Décors : Sharon Seymour
- Costumes : Louise Frogley
- Production : George Clooney, Grant Heslov et Brian Oliver
  - Coproduction : Guy East et Tyler Thompson
  - Coproduction déléguée : Randy Manis, Ari Daniel Pinchot, Jonathan Rubenstein et Matthew Salloway
  - Production exécutive : Leonardo DiCaprio, Barbara A. Hall, Stephen Pevner, Nigel Sinclair, Nina Wolarsky, Todd Thompson, Guy East et Jennifer Davisson Killoran
- Sociétés de production : Smokehouse, Cross Creek Pictures, Exclusive Media Group, Appian Way et Crystal City Entertainment
- Sociétés de distribution : Sony Pictures (États-Unis) ; Metropolitan Filmexport (France)
- Pays de production :  États-Unis
- Budget : 12 500 000 $
- Langue originale : anglais
- Genres :drame, politique, thriller
- Durée : 100 minutes
- Dates de sortie :
  - Italie : 31 août 2011 (première à la Mostra de Venise)
  - États-Unis : 7 octobre 2011
  - France : 26 octobre 2011

## Distribution
- Ryan Gosling (VF : Alexandre Gillet ; VQ : Guillaume Champoux) : Stephen Meyers

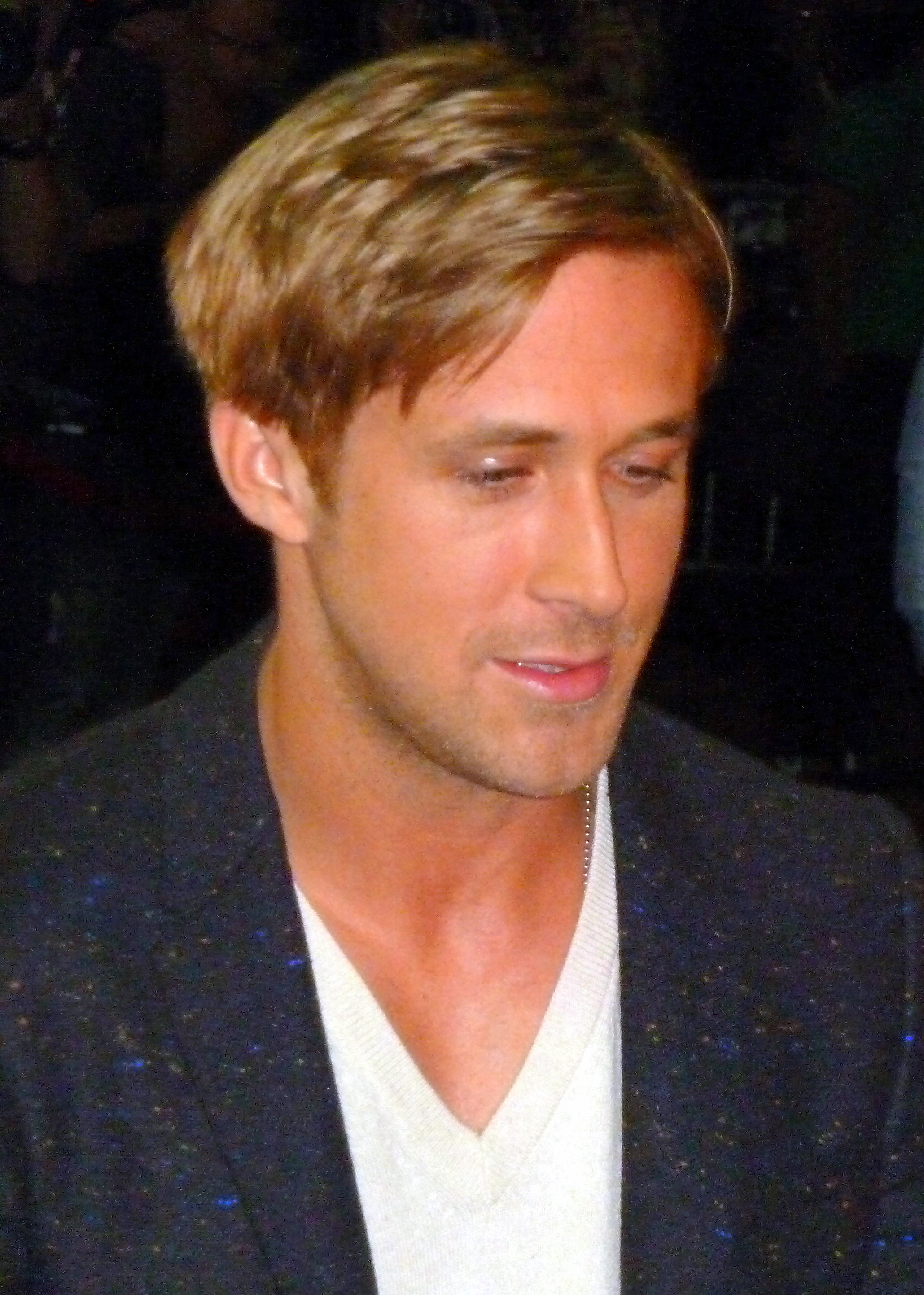
L'acteur principal Ryan Gosling pour la présentation du film au TIFF 2011.

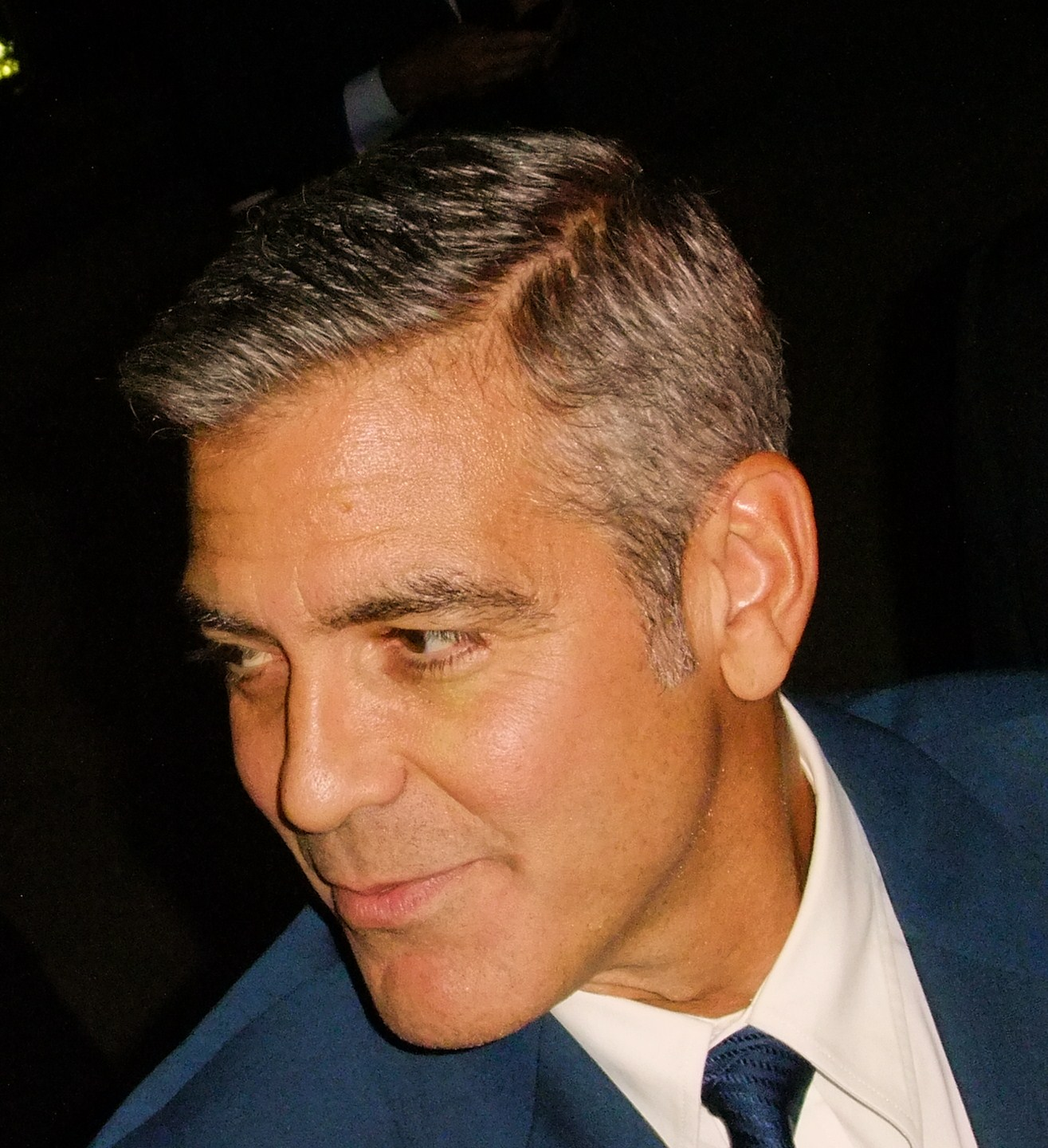
Et son partenaire George Clooney également au TIFF 2011.

- George Clooney (VF : Samuel Labarthe ; VQ : Daniel Picard) : le gouverneur Mike Morris
- Philip Seymour Hoffman (VF : Thierry Hancisse ; VQ : Thiéry Dubé) : Paul Zara
- Paul Giamatti (VF : Gérard Darier ; VQ : Pierre Auger) : Tom Duffy
- Evan Rachel Wood (VF : Élisabeth Ventura ; VQ : Catherine Bonneau) : Molly Stearns
- Marisa Tomei (VF : Déborah Perret ; VQ : Isabelle Leyrolles) : Ida Horowicz, la journaliste
- Max Minghella (VF : Damien Ferrette ; VQ : Philippe Martin) : Ben Harper
- Jeffrey Wright (VF : Daniel Lobé ; VQ : Manuel Tadros) : le sénateur Thompson
- Gregory Itzin (VF : Alain Choquet) : Jack Stearns
- Michael Mantell (VF : Pierre Londiche) : le sénateur Pullman
- Jennifer Ehle : Cindy Morris, la femme du gouverneur
- Talia Akiva : Beth Morris, la fille de Mike et Cindy

 Source et légende : version québécoise (VQ) sur Doublage.qc.ca

## Production
Leonardo DiCaprio a refusé le rôle de Stephen Meyers, mais officie comme producteur délégué via sa société Appian Way. Chris Pine a un temps été envisagé pour le rôle, finalement attribué à Ryan Gosling. Brad Pitt devait initialement incarner Paul Zara mais a finalement été remplacé par Philip Seymour Hoffman. George Clooney a avoué avoir pris lui-même le rôle du gouverneur Mike Morris car aucun autre acteur n'en voulait : « C’est loin d’être le personnage le plus amusant du film. C’était un rôle facile pour moi parce que je savais qui il est et ce qu’il fait, et puis nous avons le même âge. Être candidat aux présidentielles n’est pas une chose que j’aimerais vivre, mais je pouvais le faire à fond pour ce film. »
Le tournage a lieu de février à avril 2011. Il se déroule dans l'Ohio (Cincinnati et son université Xavier, université Miami d'Oxford), dans le Kentucky (Covington, Newport) et dans le Michigan (Détroit, Ann Arbor, Bloomfield Hills, Dearborn, Clawson).

## Accueil

### Accueil critique
Les Marches du pouvoir a été bien accueilli par la presse anglo-saxonne. Le site Rotten Tomatoes lui attribue 85 % d'avis positifs, pour une note moyenne de 7,3⁄10, alors que le site Metacritic en donne 67 %, mais sans aucun avis négatif (31 avis positifs, 12 avis mitigés), et une note moyenne de 7,1⁄10.
En France, les notes des critiques de la presse compilées par le site Allociné donne la note moyenne de 3,3⁄5 au film.

### Box-office
- Monde : 75 993 061 $[10] (en 14 semaines)
- États-Unis : 40 962 534 $[10]
- France : 502 866 entrées ; 4 005 501 $[11]

## Distinctions

### Récompense
- 2012 : meilleur scénario au Australian Academy of Cinema and Television Arts Awards

### Nominations
- Mostra de Venise 2011 : en compétition pour le Lion d'or
- David di Donatello 2012 : meilleur film étranger
- Golden Globes 2012 :
  - meilleur film dramatique
  - meilleur acteur dans un film dramatique pour Ryan Gosling
  - meilleur réalisateur pour George Clooney
  - meilleur scénario pour George Clooney, Grant Heslov et Beau Willimon
- Oscars 2012 :
  - meilleur scénario adapté pour George Clooney, Grant Heslov et Beau Willimon